# ムシモール
ムシモール （muscimol）は、イボテン酸が脱炭酸した化学物質である。抑制系の神経伝達物質のひとつであるγアミノ酪酸（GABA）の作動薬として作用するため、ヒトにおいては摂取によって神経伝達物質の放出頻度が落ち、つまり脳の働きが不活発になる。ベニテングタケなどテングタケ属のキノコに含まれる毒成分であるが、同時に人間の味覚においては強いうま味成分でもある。

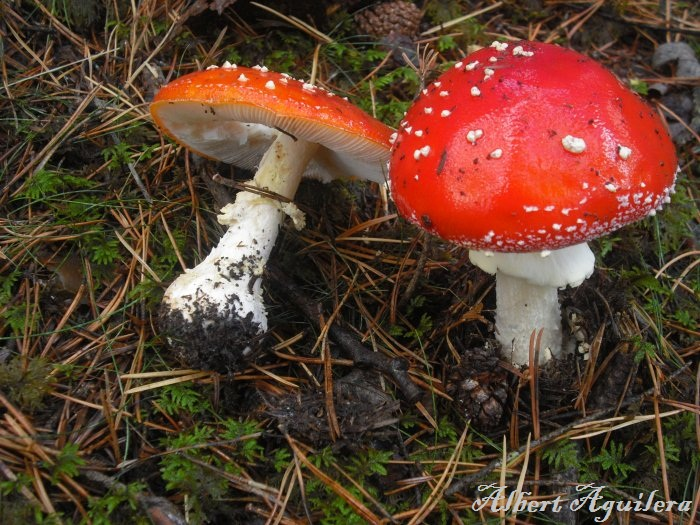
ベニテングタケ（Amanita muscaria）

## 薬理学
ムシモールは強力なGABA A アゴニスト（作動薬）であり、脳の主要な抑制性神経伝達物質であるGABAの受容体を活性化する。バルビツール酸系やベンゾジアゼピンなどの他のGABAアゴニストが別の調節部位に結合するとは対照的に、GABA A受容体複合体上のGABAと同じ部位に結合する 。
GABA A受容体は脳に広く分布しているため、ムシモールが投与されると、大脳皮質、海馬、および小脳など広い範囲が活性化される。ムシモールは通常、GABA A-delta受容体に対して非常に高い親和性を持つ選択的GABAAアゴニストと考えられているが、GABA A -rho受容体の部分的アゴニストでもあるため、その作用範囲は複数のGABA A受容体サブタイプに対する複合作用によって生じるといえる。

ムシモールの精神活性用量は、平均的な人で約10～15mgである。1977年に出版された、リチャード・クーパーによる英国シロシビン・マッシュルームのガイドでは、8.5mgというより少ない用量を推奨しており、この量がわずか 1gの乾燥ベニテングダケに含まれている可能性があることを示唆しているが、これは、5～10gが必要であることを示唆する他のほとんどの報告とは異なる主張である。効能はキノコによって大きく異なるため、正しい用量を決定するのは難しい場合がある。 
ムシモールを接種すると、かなりの割合が代謝されずに尿中に排泄される。この特性は、伝統的なベニテングタケの幻覚利用の実践者によって利用されている。
ハンチントン病と慢性統合失調症の患者では、ムシモールの経口投与がプロラクチンと成長ホルモンの両方の上昇を引き起こすことが分かっている。

## 毒性
マウスにおける半数致死量は、皮下注射で 3.8 mg/kg、腹腔内で 2.5 mg/kg である。ラットでの LD 50 は、静脈内で 4.5 mg/kg、経口で 45 mg/kg である。
人の死亡はまれであり、主に幼い子供、高齢者、または深刻な慢性疾患を患っている人々に発生する。

## 効果
ムシモールの効果は摂取後約1時間で始まり、3時間でピークに達し、合計で10～24時間持続する。プラスの効果としては、多幸感、夢のような (明晰な) 精神状態、体外離脱体験、共感覚が挙げられる。一方で、マイナスの効果として、軽度から中等度の吐き気、胃の不快感、唾液分泌の増加、筋肉の痙攣または振戦がある。大量に服用すると、強い解離またはせん妄が感じられる場合がある。
ムシモールの効果の多くは、GABA A受容体アゴニストとしての薬理学と一致しており、多くの抑うつまたは鎮静-催眠効果を示す。しかし、一般的な鎮静剤の効果プロファイルとは異なり、Z薬と同様に、知覚に幻覚的変化を引き起こす可能性がある。ムシモールがもたらす幻覚効果は、ゾルピデムなどの他のGABA作動薬によって生成される幻覚/リリプティアン副作用に最もよく似たものである。

## 分離
ムシモールは、テングタケの肉を熱湯で処理した後、急冷し、さらに塩基性樹脂で処理することによって抽出できる。これを水洗し、カラムクロマトグラフィーを用いて酢酸で溶出する。さらに、溶出液を凍結乾燥し、水に溶解し、リン酸セルロースのカラムに通す。その後の水酸化アンモニウムによる溶出とアルコールからの再結晶により、純粋なムシモールが得られる。
レクリエーションやスピリチュアルな用途など、純粋なムシモールが必要ない場合は、乾燥したベニテングタケを水で 30分間煮ることによって粗抽出物を調製することがよくある。